# Alexei Alexejewitsch Denissenko
Alexei Alexejewitsch Denissenko (russisch Алексей Алексеевич Денисенко; * 30. August 1993 in Rostow am Don) ist ein russischer Taekwondoin. Er startet in der Gewichtsklasse bis 68 Kilogramm.

## Leben
Seine ersten internationalen Titelkämpfe bestritt Alexei Denissenko bei der Juniorenweltmeisterschaft 2010 in Tijuana, wo er in der Klasse bis 51 Kilogramm das Finale erreichte und Silber gewann. Zwei Jahre später startete er im Erwachsenenbereich bei der Europameisterschaft in Manchester. Er zog ins Viertelfinale ein, schied dort aber gegen Joel González aus. Im Januar 2012 konnte Denissenko beim europäischen Olympiaqualifikationsturnier in Kasan in der Gewichtsklasse bis 58 Kilogramm das Finale erreichen und qualifizierte sich überraschend für die Olympischen Spiele in London. Dort gewann er die Bronzemedaille.